# Năvodari
Năvodari (rumænsk udtale: nəvoˈdarʲ, historiske navne: Carachioi; Caracoium, tyrkisk: Kara Koyum) er en by i distriktet Constanța , regionen Nord Dobruja, Rumænien, med 34.398 (2021) indbyggere. 

## Historie
Byen blev nævnt første gang i 1421 under navnet Kara Koyun ("Sort får"), som senere blev omdøbt til Karaköy eller Carachioi ("Den sorte landsby"). I 1927 blev lokaliteten igen omdøbt til Năvodari, og efter fem år, den 15. august 1932, fik den status som kommune.
Byen udviklede sig under det kommunistiske regime som en del af industrialiseringsprogrammet. I 1957 blev superfosfat- og svovlsyrefabrikken, også kendt som USAS (Uzina de Superfosfat si Acid Sulfuric, Superfosfat- og svovlsyrefabrikken), hvis opførelse var begyndt i 1954, åbnet, hvilket banede vejen for industrialiseringen af området og den demografiske vækst. Fabrikken forurenede dog Sortehavet og Tașaul-søen med giftige lossepladser. I 1990'erne blev forureningen reduceret kraftigt, da fabrikken blev moderniseret.[kilde mangler]
I 1968 oversteg befolkningstallet i Năvodari 6.500 indbyggere. En lov vedtaget samme år gav kommunen Năvodari bystatus og placerede landsbyen Mamaia Sat under dens administration. Moderniseringen af byen begyndte i 1975 og blev afsluttet den 29. juni 1979.